# Elliptochloris
Elliptochloris, rod zelenih algi u redu Prasiolales, dio razreda Trebouxiophyceae. Postoji osam vrsta čiji status je još nesiguran, pa su smještene u porodicu  incertae sedis.

## Vrste
1. Elliptochloris antarctica (Tschermak-Woess & Friedmann) Darienko & Pröschold
2. Elliptochloris bilobata Tschermak-Woess, tipična
3. Elliptochloris incisiformis L.Hoffmann & I.Kostikov
4. Elliptochloris marina Letsch
5. Elliptochloris perforata Hoffmann & Kostikov
6. Elliptochloris philistinensis Novis & Visnovsky
7. Elliptochloris reniformis Darienko & Pröschold
8. Elliptochloris subsphaerica (Reisigl) Ettl & Gärtner